# Saghe mentali. Viaggio allucinante in una testa di capa
Saghe mentali. Viaggio allucinante in una testa di capa è la prima opera letteraria di Caparezza, pseudonimo di Michele Salvemini, uscita nelle librerie il 3 aprile 2008, pubblicata dalla casa editrice Rizzoli.
Ripartito in quattro sezioni, la prima assume la forma del diario privato in cui racconta e spiega le proprie canzoni, la seconda è sviluppata in forma di raccolta di fiabe, la terza è un riadattamento dell'Inferno dantesco, la quarta è quasi un completamento del quarto album Le dimensioni del mio caos, in quanto ne trascrive i testi e, collegandoli attraverso testi in prosa, li unisce a formare un fonoromanzo, come l'artista stesso lo definisce. Ogni sezione è riferita a un suo album: la prima parte a ?!, la seconda a Verità supposte, la terza ad Habemus Capa e infine la quarta a Le dimensioni del mio caos.
Il libro ha avuto una seconda edizione nel 2018 in occasione della pubblicazione del secondo album dal vivo Prisoner 709 Live.

## Edizioni
- Caparezza, Saghe mentali. Viaggio allucinante in una testa di capa, Rizzoli, 2008,  p. 309, ISBN 978-88-17-01854-8.
- Caparezza e Michele Monina, Saghe mentali 2008-2018. Il ritorno di un libro mitico, Rizzoli, 2018, ISBN 978-8817103817.